# Joachim Nowotny
Joachim Nowotny (Rietschen, 16 de junio de 1933-Leipzig, 14 de enero de 2014) fue un escritor alemán.

## Vida
Creció en el seno de una familia obrera en la antigua provincia de Silesia de Alta Lusacia. Se formó como carpintero y desempeñó esa profesión. Se examinó de bachillerato en una Arbeiter-und-Bauern-Fakultät y después estudió germanística en la Universidad de Leipzig hasta 1958. Al finalizar sus estudios trabajó como lector en una editorial, y a partir de 1962 empezó a vivir como escritor independiente. Entre 1967 y 1982 colaboró como profesor en el Deutsches Literaturinstitut Leipzig. Fue miembro del Partido Socialista Unificado de Alemania. Los últimos veinticinco años de su vida tuvo que utilizar una silla de ruedas al quedarse parapléjico debido a un accidente.
Fue autor de relatos, novelas y piezas para radio y televisión, aunque lo esencial de su producción lo constituyen los libros juveniles e infantiles, cuyas temáticas están fuertemente ligadas a su región natal, Lusacia. Desde mediados de la década de 1970 hasta 1981 fue colaborador informal de la Stasi.
Desde 1974 fue miembro de la Deutscher Schriftstellerverband, y entre 1978 y 1989 su vicepresidente. Desde 1990 fue miembro de la Verband deutscher Schriftsteller. Recibió entre otros los siguientes premios: Premio Alex Wedding (1971), Premio Heinrich Mann (1977), Vaterländischen Verdienstorden (1978), Nationalpreis der DDR (1979) y el Kunstpreis des FDGB.
Falleció el 14 de enero en un hospital de Leipzig a causa de una neumonía.

## Obra
- Hochwasser im Dorf (1963)
- Jagd in Kaupitz (1964)
- Hexenfeuer (1965)
- Jakob läßt mich sitzen (1965)
- Labyrinth ohne Schrecken (1967)
- Der Riese im Paradies (1969)
- Sonntag unter Leuten (1971)
- Ein gewisser Robel (1976)
- Die Gudrunsage (1976)
- Ein seltener Fall von Liebe (1978)
- Abschiedsdisco (1981)
- Letzter Auftritt der Komparsen (1981)
- Die Äpfel der Jugend (1983)
- Ein Lächeln für Zacharias (1983)
- Der erfundene Traum und andere Geschichten (1984)
- Schäfers Stunde (1985)
- Der Popanz (1986)
- Wo der Wassermann wohnt (1988 junto con Gerald Große)
- Adebar und Kunigunde (1990)
- Als ich Gundas Löwe war (2001)

### Edición
- Ich trag die neue Welt in mir (1968)